# Koza
Koza (Capra, u některých druhů se používá též kozorožec) je rod zahrnující několik druhů malých přežvýkavců. Pro samce těchto druhů se používá výraz kozel.
Jako „koza“ se označují:
- Koza bezoárová (Capra aegagrus) - má více poddruhů či forem
  - koza bezoárová/dagestánská (C. a. aegagrus)
  - koza sindská (C. a. blythi)
  - koza krétská (C. a. cretica)
  - koza kykladská (C. a. pictus)
  - Capra aegagrus chialtanensis
  - Capra aegagrus turcmenica
- koza domácí (C. a. hircus), která je domestikovaným potomkem divoce žijících koz.
- koza šrouborohá (Capra falconeri)

Jako „kozorožec“ se označují:
- kozorožec kavkazský (Capra caucasica)
- kozorožec dagestánský (Capra cylindricornis)
- kozorožec horský (Capra ibex)
- kozorožec núbijský (Capra nubiana)
- kozorožec iberský (Capra pyrenaica)
- kozorožec sibiřský (Capra sibirica)
- kozorožec walia (Capra walie)

Vyhynulé druhy koz:
- † koza keltská (Capra prisca)
- † Capra sivalensis

## Galerie

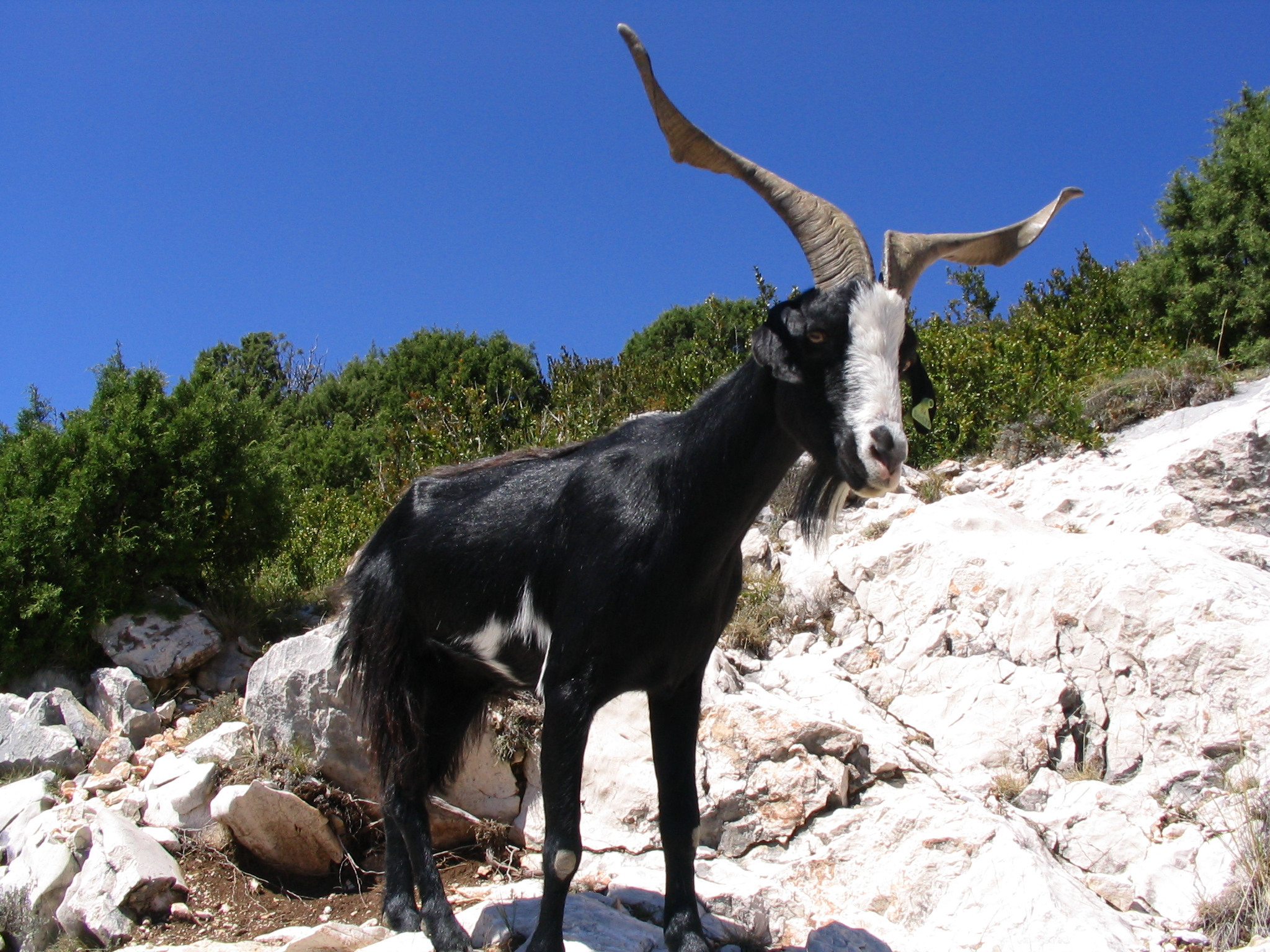
Capra aegagrus
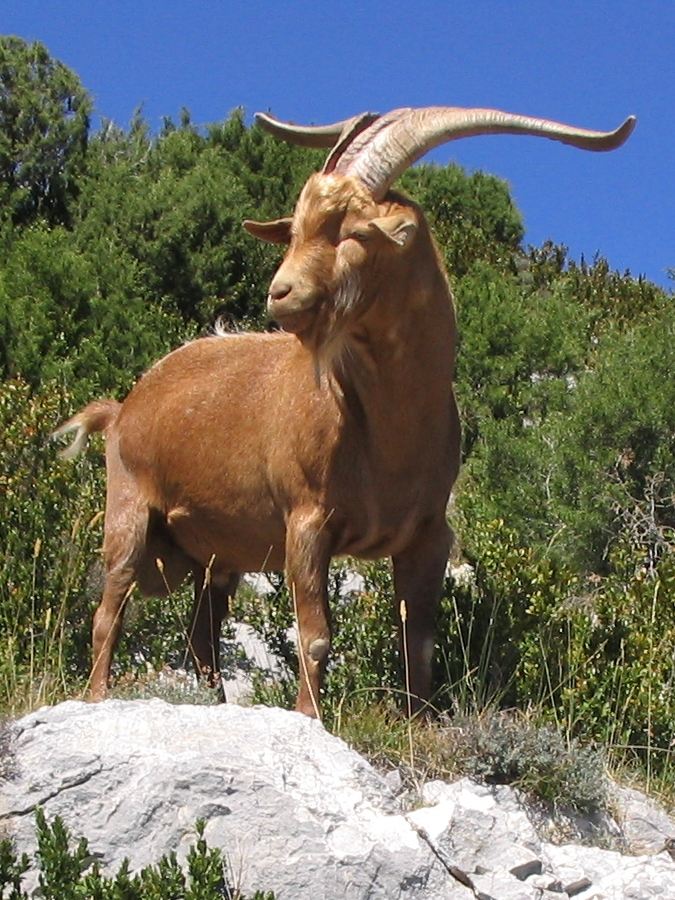
Capra aegagrus hircus
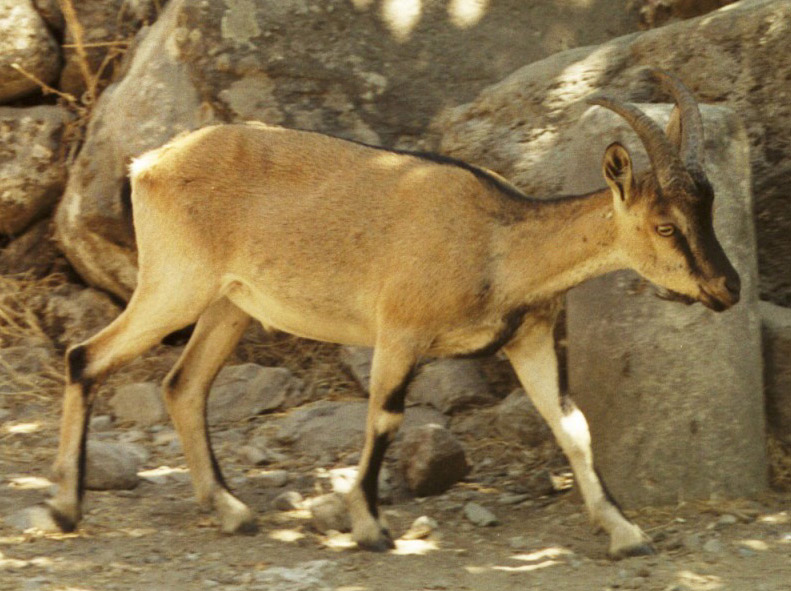
Capra aegagrus creticus
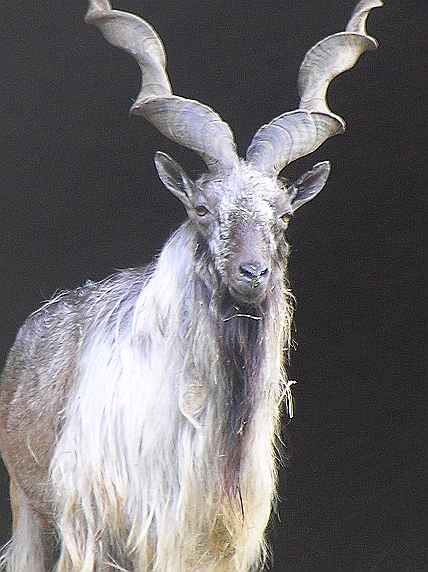
Capra falconeri
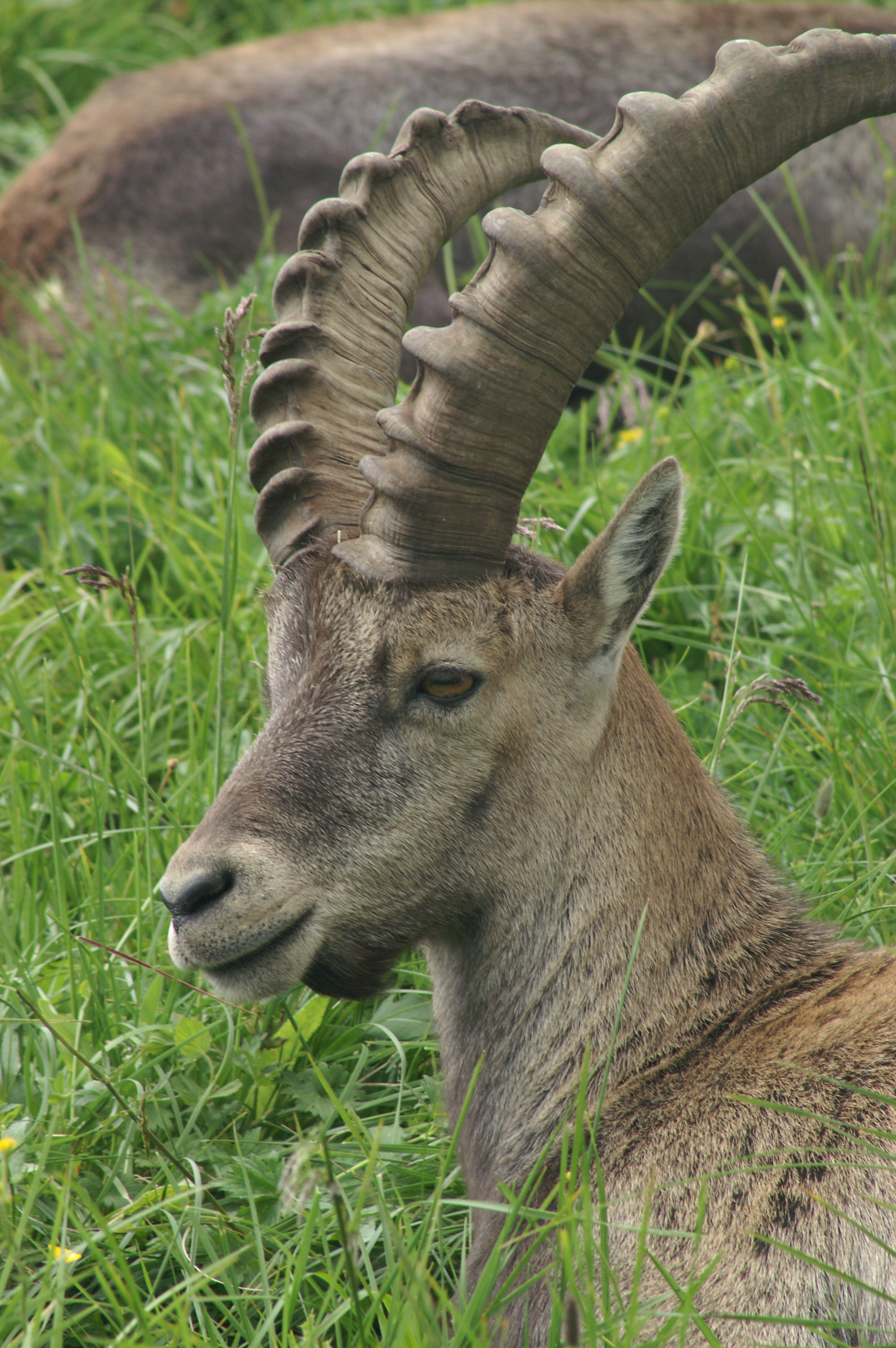
Capra ibex
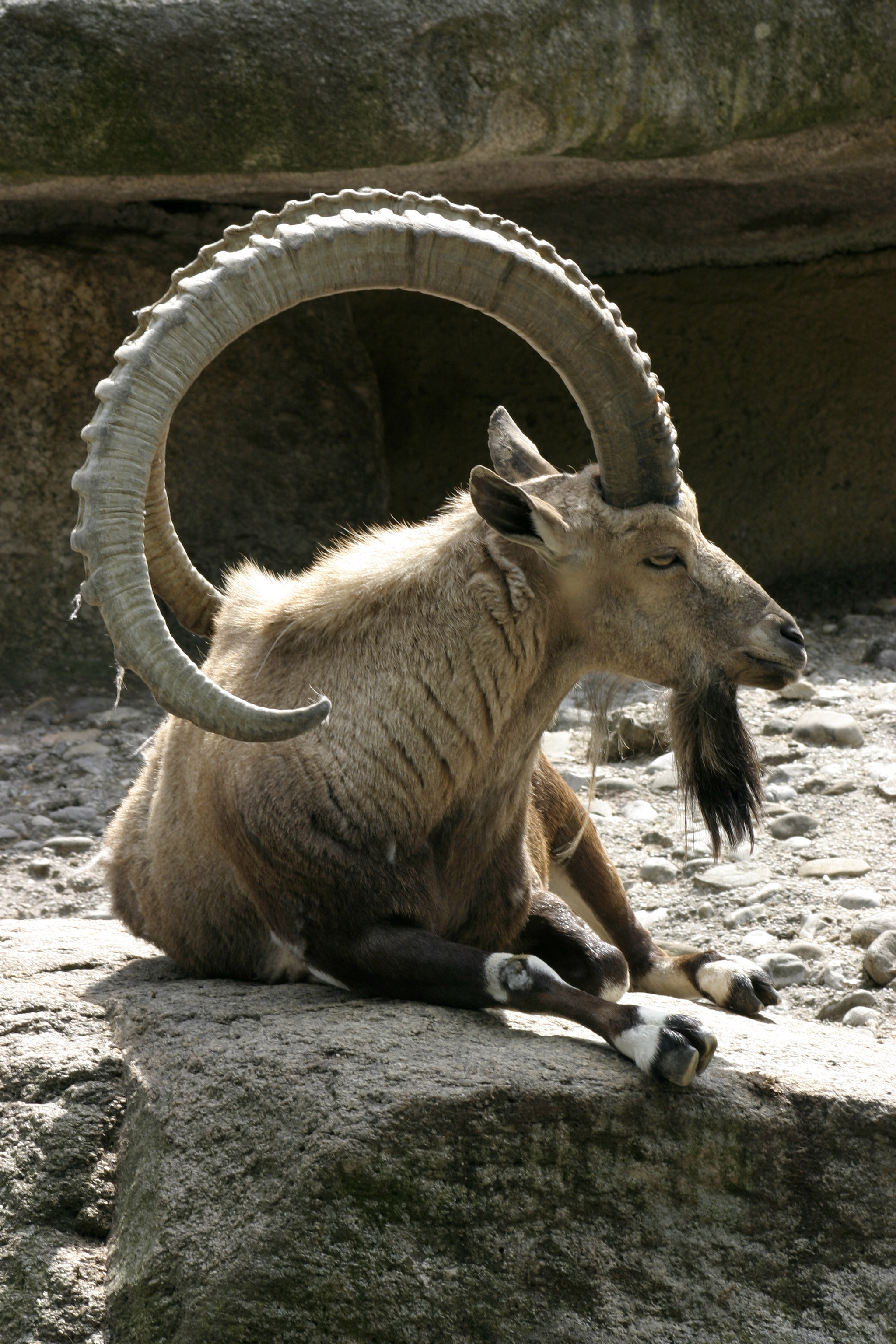
Capra ibex ibex
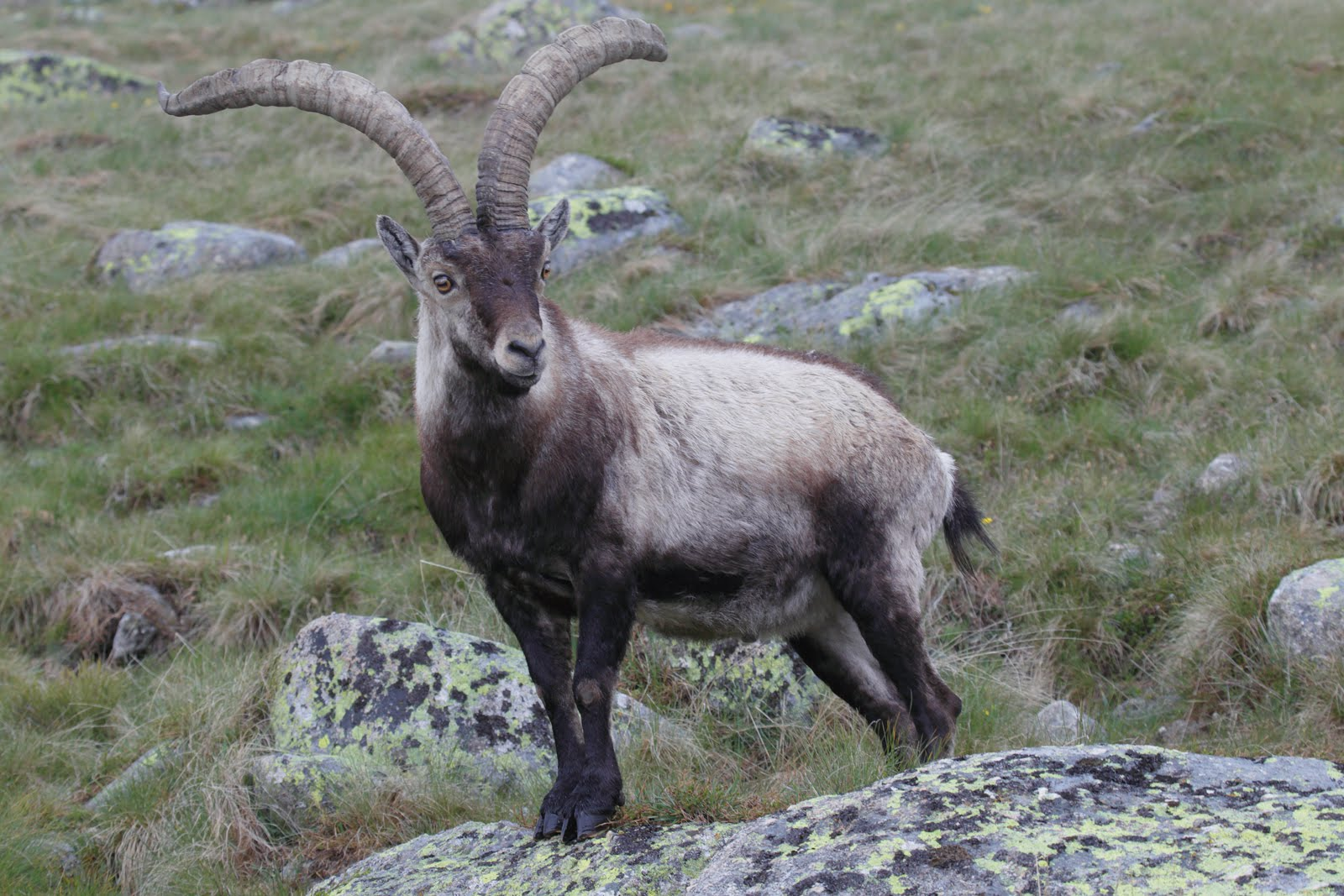
Capra pyrenaica